# Star Trek: Elite Force II
Star Trek: Elite Force II è un videogioco sparatutto in prima persona ambientato nell'universo fantascientifico di Star Trek, pubblicato per Microsoft Windows e MacOS da Activision nel 2003. Questo gioco rappresenta il sequel di Star Trek: Voyager Elite Force, pubblicato da Activision nel 2000 e riprende i personaggi protagonisti del primo episodio, spostandoli dall'ambientazione della serie televisiva Star Trek: Voyager a quella di Star Trek: The Next Generation.

## Trama
Elite Force II inizia narrando come antefatto la storia del ritorno della nave stellare USS Voyager nel Quadrante Alfa attraverso i tunnel di transcurvatura Borg, la vicenda narrata negli ultimi due episodi della settima e ultima stagione di Star Trek: Voyager. La prima breve missione, che si configura come piccolo tutorial del gioco, vede l'Hazard Team guidato dal tenente Alex Munro in azione dentro una sfera Borg, che ha catturato la USS Voyager mentre tentava di attraversare il tunnel verso casa. Munro, che viene guidato dal giocatore, si trova dopo pochissimo di fronte ad un boss piuttosto coriaceo, ma tutto sommato semplice da battere; con la sconfitta del mostro e con l'arrivo sulla Terra dell'astronave si chiude la prima missione del gioco.
Rientrata sulla Terra dopo sette anni di permanenza nel Quadrante Delta, la Voyager viene commissariata e l'equipaggio redistribuito all'interno della Federazione. Con sommo rammarico dei suoi componenti l'Hazard Team viene smantellato; al suo comandante Munro viene assegnata una cattedra di tattica militare all'accademia, cosa che non gli permette di partecipare ad azioni sul campo per almeno due anni, fino a che il capitano dell'USS Enterprise NCC-1701-E, Jean-Luc Picard, non decide di ricreare l'Hazard Team, portando Munro e alcuni dei suoi vecchi compagni sulla nave ammiraglia della Flotta Stellare. Da questo momento inizia la vera storia, che ha per protagonisti, oltre a Picard e all'Hazard Team, due nuove popolazioni aliene, gli Attrexiani e gli Idryll, oltre ai Romulani e a una varietà di strani mostri che popolano le rovine Idryll: gli Exomorphs. La vicenda si snoda lungo dodici diverse missioni ambientate su stazioni spaziali aliene, pianeti ricchi di basi sotterranee infestate e siti militari, tra i corridori della USS Enterprise e della USS Dallas, definita nel gioco come "l'ultimo esemplare della sua classe" (è di classe Excelsior, come lo era l'Enterprise-B).
Durante la storia il protagonista può scegliere se avere una storia d'amore con un particolare membro della flotta o con una aliena.

## Modalità di gioco
Come il primo episodio, Elite Force II basa la sua grafica sul motore di Quake III, questa volta però in una versione pesantemente modificata rispetto a quella originale. Questo motore grafico ha il suo punto di forza nella rappresentazione di grandi ambienti e permette inoltre una buona definizione dei lineamenti facciali dei personaggi.
Oltre alla storia principale, Elite Force II possiede una modalità multiplayer che può tenere fino a 32 giocatori in cui si possono disputare appassionanti scontri di deathmatch e catch the flag.
Nelle mappe della campagna principale ci sono zone segrete in cui si possono trovare rifornimenti, armi segrete e crediti che sono necessari per sbloccare mappe aggiuntive da giocare in single-player.

## Personaggi principali
Flotta Stellare
- Lt. Alexander Munro
- Lt. Comm. Tuvok (temporaneamente distaccato sull'Enterprise)
- Capt. Jean-Luc Picard
- Ens. Korban (Hazard Team, Klingon, migliore allievo di Munro all'accademia)
- Ens. Telsia Murphy (Hazard Team)
- Ens. Chell (Hazard Team, Boliano)
- Ens. Austin Chang (Hazard Team)
- Ens. Julien Jurot (Hazard Team)
- Lt. Reginald Barclay

Altri
- Krindo (giovane comandante Idryll)
- Kleeya (ricercatrice e archeologa Idryll)
- Anziano capo Idryll

Ci sono poi vari Attrexiani e Romulani.